# Anne-Beatrice Kihara
Pour les articles homonymes, voir Kihara.
Anne-Beatrice Kihara est une médecin et professeure kenyane qui est présidente de la Fédération internationale de gynécologie et d'obstétrique. Elle consacre sa carrière à l'amélioration de la santé physique des femmes à travers l'Afrique.

## Biographie

### Enfance et éducation
Kihara grandit au Kenya. Elle s'intéresse à la médecine tout en aidant son père, Dickson Kihara Nyaga, qui est agent de santé publique. Elle est étudiante en médecine à l'université de Nairobi, quand elle a une grossesse non planifiée. À l’âge de vingt et un ans, elle est obligée de redoubler l’année et doit finalement terminer ses études de médecine en tant que mère célibataire. Après avoir obtenu son diplôme de médecine, elle travaille comme gynécologue à Nairobi. Elle crée des maternités et un hôpital de village. Elle travaille pour autonomiser les jeunes femmes locales en leur donnant accès au travail.

### Recherche et carrière
En 2013, Kihara est nommée présidente de la Société obstétricale et gynécologique du Kenya,. Elle travaille à prévenir les décès maternels et infantiles et à éliminer la transmission parent-enfant des infections sexuellement transmissibles, notamment la syphilis et le VIH. En 2020, elle est nommée présidente de la Fédération africaine des obstétriciens et gynécologues. 
En 2023, Kihara devient présidente de la Fédération internationale de gynécologie et d'obstétrique (en). Elle est leur première présidente d'Afrique subsaharienne. Elle travaille à promouvoir le leadership et la participation des femmes à l'élaboration des politiques ainsi qu'à améliorer l'accès à la contraception et à l'information sur la santé. Elle déclare qu'elle se concentrera sur la transformation des expériences des jeunes femmes qui souffrent de mariages d'enfants et de mutilations génitales féminines. Elle favorise l'adoption du Protocole de Maputo, qui promeut l'égalité des sexes et les droits des femmes. 

## Publications
- Poon, Shennan, Hyett et Kapur, « The International Federation of Gynecology and Obstetrics (<scp>FIGO</scp>) initiative on pre‐eclampsia: A pragmatic guide for first‐trimester screening and prevention », International Journal of Gynecology & Obstetrics, vol. 145, no S1,‎ mai 2019, p. 1–33 (ISSN 0020-7292, DOI 10.1002/ijgo.12802, lire en ligne)
- (en) Liona C Poon, Huixia Yang, Anil Kapur, Nir Melamed, Blami Dao, Hema Divakar, H David McIntyre, Anne B Kihara, Diogo Ayres-de-Campos, Enrico M Ferrazzi, Gian Carlo Di Renzo et Moshe Hod, « Global interim guidance on coronavirus disease 2019 (COVID-19) during pregnancy and puerperium from FIGO and allied partners: Information for healthcare professionals », International Journal of Gynecology and Obstetrics, Elsevier,‎ 4 avril 2020 (ISSN 0020-7292 et 0020-6695, OCLC 20761200, PMID 32248521, DOI 10.1002/IJGO.13156).
- McAuliffe, Killeen, Jacob et Hanson, « Management of prepregnancy, pregnancy, and postpartum obesity from the FIGO Pregnancy and Non‐Communicable Diseases Committee: A FIGO (International Federation of Gynecology and Obstetrics) guideline », International Journal of Gynecology & Obstetrics, vol. 151, no S1,‎ 2020, p. 16–36 (ISSN 0020-7292, DOI 10.1002/ijgo.13334, lire en ligne)